# علي جمل
علي جمل هو لاعب كرة قدم تونسي في مركز حراسة المرمى، ولد في 9 يونيو 1990 في مدينة تونس في تونس. لعب مع الترجي الرياضي التونسي.

## وصلات خارجية
- علي جمل على موقع قاعدة بيانات كرة القدم.إي يو (الإنجليزية)
- علي جمل على موقع Soccerway.com (الإنجليزية)
- علي جمل على موقع عالم كرة القدم.نت (الإنجليزية)